# Пјонгјаншки метро
Пјонгјаншки метро је метро систем Пјонгјанга, главног града Северне Кореје. Овај метро се састоји од две линије. Линија Чолима саобраћа од станице Квангбок на северозападу до станице Раквон на североистоку. Линија Хиоксин саобраћа од станице Пухум на обали Таедонга до станице Пулгунбиол. Ове две линије се укрштају на Чону станици. 
Изградња метроа је почела 1968. године. Највећи инцидент се догодио приликом изградње тунела испод реке Таеодонг. По неким изворима, погинуло је најмање 100 радника. Изградња овог специфичног дела тунела никад није завршена. Метро мрежа је сада комплетно лоцирана на западној обали реке.

## Мрежа
Мрежа се састоји од две линије:
- Чолима линија, добила има по веома брзом коњу из корејске митологије.

Дужина: око 12 km. Изградња започета 1968. а пуштена у саобраћај 1973.
- Хиоксин линија. Дужина око 10 km. Саобраћа од 1975. године.

Имена станице овог метроа нису додељена по месту где се станица налази, већ по мотивима Севернокорејске револуције.
Мрежа је у потпуности под земљон. Пројекат овог метроа се базирао на метро системима комунистичких земаља, нарочито на Московском метроу. Московски и пјонгјаншки метрои имају много тога заједничког; почевши од дубине тунела до раздаљине између станица. Други заједнички аспекат ових метроа је социјалреалистички стил који се може приметити у станицама.
За време ратног стања, станице могу служити као склоништа. За ову намену, станице су обезбеђење великим челичним вратима. Неки извори тврде да су велике војне инсталације повезане са станицама.

## Саобраћање возова
Возови овог метроа могу саобраћати сваких неколико минута. Током шпицева, возови могу саобраћати у интервалу од минимум 2 минуте. Због енергетске кризе у којој се Северна Кореја налази, возови саобраћају у интервалу од око 7 минута. Неки извори тврде да метро у Пјонгјангу функционише само током шпицева.

## Композиције
Када је метро почео са радом седамдесетих година, користиле су се нове возне композиције. Биле су то композиције са четири вагона које су направљене у Кини у „Чангчун“ аутомобилској компанији 1972. године. Назив овог модела је DK4. 1998. године ове композиције су продате Пекиншком метроу где данас служе са по три вагона на линији 13.
Од 1998, пјонгјаншки метро користи немачке возне композиције које су се користиле у Берлинском У-возу. Постоје две врсте немачких возних композиција:
- GI ("Gisela"), источноберлински модел, прављен између 1978. и 1982.
- D ("Dora"), западноберлински модел, прављен између 1957. и 1965.

Ови возови су сада у црвеној и крем бојама. Све рекламе су уклоњене и на њиховом месту се налазе портрети Ким Ил Сунга и Ким Џонг Ила.
Скорашњи путници су видели само модел "Dora" како саобраћа. Није познато да ли је модел Gisela и даље у употреби.